# Beniamin Budziak
Beniamin Budziak (ur. 27 stycznia 1974) – polski tenisista i trener tenisa, mistrz Polski w grze podwójnej oraz wicemistrz Polski w grze pojedynczej.
Wielokrotnie zdobywał medale podczas mistrzostw Polski. W 1992 roku został halowym mistrzem Polski juniorów w grze podwójnej chłopców, natomiast w 1995 roku został narodowym mistrzem kraju w grze podwójnej mężczyzn. W latach 1993 i 1997 był finalistą singlowych narodowych rozgrywek mistrzowskich. W halowych mistrzostwach Polski w latach 1994 i 2001 był wicemistrzem w grze pojedynczej, a w latach 1996 i 1997 w grze podwójnej.
Reprezentował Polskę na drużynowych mistrzostwach Europy w 1997 i 1998 roku. W latach 2000–2002 grał w klubie PZT Prokom Team. W 2009 roku zdobył tytuł mistrza świata w kategorii wiekowej 35+, a następnie został wicemistrzem Europy. 27 lipca 2009 został sklasyfikowany na 1. miejscu na świecie w kategorii 35+. W tym samym roku otrzymał od organizacji Tennis Europe tytuł zawodnika roku (Player of the Year).